# Bologna Associazione Giuoco del Calcio 1944
Questa voce raccoglie le informazioni riguardanti il Bologna Associazione Giuoco del Calcio nelle competizioni ufficiali della stagione 1944.

## Stagione
In questo anno il campionato di Prima Categoria venne sospeso a causa dello scoppio della seconda guerra mondiale. In Emilia-Romagna venne allora fondato il campionato di guerra emiliano della Serie A Alta Italia.

## Rosa
| N. |                   | Ruolo | Calciatore        |
| -- | ----------------- | ----- | ----------------- |
|    | Italia (bandiera) | P     | Glauco Vanz       |
|    | Italia (bandiera) | D     | Arcangelo Zerbini |
|    | Italia (bandiera) | D     | Secondo Ricci     |
|    | Italia (bandiera) | D     | Paolo Cacciari    |
|    | Italia (bandiera) | C     | Franco Marchi     |
|    | Italia (bandiera) | C     | Vittorio Malagoli |
|    | Italia (bandiera) | C     | Amedeo Biavati    |

| N. |                   | Ruolo | Calciatore        |
| -- | ----------------- | ----- | ----------------- |
|    | Italia (bandiera) | C     | Raffaele Sansone  |
|    | Italia (bandiera) | C     | Danilo Casagrande |
|    | Italia (bandiera) | A     | Dante Nardi       |
|    | Italia (bandiera) | A     | Ettore Puricelli  |
|    | Italia (bandiera) | A     | Adriano Minelli   |
|    | Italia (bandiera) | A     | Giovanni Busoni   |

## Risultati

### Divisione Nazionale

#### Girone eliminatorio

##### Girone di andata
| Bologna 6 febbraio 1944 1ª giornata | Bologna | 4 – 0 | Panigale | Stadio Comunale |

| San Pietro in Casale 13 febbraio 1944 2ª giornata | San Pietro in Casale | 1 – 11 | Bologna |  |

| Cesena 20 febbraio 1944 3ª giornata | Cesena | 5 – 0 | Bologna | Ippodromo del Savio |

##### Girone di ritorno
| Bologna 19 marzo 1944 4ª giornata | Bologna | 3 – 1 | Panigale | Stadio Comunale |

| Bologna 26 marzo 1944 5ª giornata | Bologna | 2 – 1 | San Pietro in Casale | Stadio Comunale |

| Bologna 2 aprile 1944 6ª giornata | Bologna | 2 – 0 | Cesena | Stadio Comunale |

#### Finali regionali

##### Girone di andata
| Bologna 9 aprile 1944 1ª giornata | Bologna | 3 – 1 | Faenza | Stadio Comunale |

| Bologna 16 aprile 1944 2ª giornata | Bologna | 3 – 1 | Forlimpopoli | Stadio Comunale |

| Cesena 23 aprile 1944 3ª giornata | Cesena | 2 – 0 | Bologna | Ippodromo del Savio |

##### Girone di ritorno
| Faenza 30 aprile 1944 4ª giornata | Faenza | 0 – 2 | Bologna |  |

| Forlimpopoli 7 maggio 1944 5ª giornata | Forlimpopoli | 1 – 1 | Bologna | Stadio G. Galli |

| Bologna 14 maggio 1944 6ª giornata | Bologna | 2 – 0 | Cesena | Stadio Comunale |

#### Semifinali
| Arbitro: | Poggipollini (Ferrara) |

|  |           |              |
|  | Marcatori | 79’ Rostagno |

| Carpi 18 giugno 1944 Ritorno | 42º Corpo VVFF La Spezia | 2 – 0 (tav.) | Bologna | Stadio Mario Papotti |

## Statistiche

### Statistiche di squadra
| Competizione        | Punti | In casa | In casa | In casa | In casa | In casa | In casa | In trasferta | In trasferta | In trasferta | In trasferta | In trasferta | In trasferta | Totale | Totale | Totale | Totale | Totale | Totale | DR  |
| Competizione        | Punti | G       | V       | N       | P       | Gf      | Gs      | G            | V            | N            | P            | Gf           | Gs           | G      | V      | N      | P      | Gf     | Gs     | DR  |
| ------------------- | ----- | ------- | ------- | ------- | ------- | ------- | ------- | ------------ | ------------ | ------------ | ------------ | ------------ | ------------ | ------ | ------ | ------ | ------ | ------ | ------ | --- |
| Divisione Nazionale | 19    | 8       | 7       | 0       | 1       | 19      | 6       | 6            | 2            | 1            | 3            | 14           | 11           | 14     | 9      | 1      | 4      | 33     | 17     | +16 |
| Totale              | 19    | 8       | 7       | 0       | 1       | 19      | 6       | 6            | 2            | 1            | 3            | 14           | 11           | 14     | 9      | 1      | 4      | 33     | 17     | +16 |